# Banksia recurvistylis
Banksia recurvistylis är en tvåhjärtbladig växtart som beskrevs av K.R.Thiele. Banksia recurvistylis ingår i släktet Banksia och familjen Proteaceae. Inga underarter finns listade i Catalogue of Life.